# Großes Pohlshorn
Das Große Pohlshorn ist ein 379 m ü. NHN hoher Tafelberg in der rechtselbischen Sächsischen Schweiz.

## Geografie
Das Große Pohlshorn befindet sich in der Hinteren Sächsischen Schweiz, oberhalb des Kirnitzschtals, westlich des Kleinen Pohlshorns (417 m), südlich des Zätzschenhorns (365 m) und östlich des Großen Teichsteins (412,5 m) auf dem Gebiet der Stadt Sebnitz.

## Wandern und Aussicht
Der Malerweg führt über den Bergrücken des Großen Pohlshorns. Vom Gipfel hat man einen Ausblick auf den Großen Teichstein, den Heulenberg, den Kleinen und Großen Winterberg und die Affensteine.